# Сент Винсент и Гренадини на Светском првенству у атлетици у дворани 2018.
Сент Винсент и Гренадини су учествовали на 17. Светском првенству у атлетици у дворани 2018. одржаном у Бирмингему од 1. до 4. марта једанаести пут. Репрезентацију Сент Винсента и Гренадина представљала је једна атлетичарка, која се такмичила у трци на 400 метара.,
На овом првенству такмичарка Сент Винсента и Гренадинија није освојила ниједну медаљу нити је оборен неки рекорд.

## Учесници
Жене:
- Кинеке Александер — 400 м

## Резултати

### Жене
| Атлетичарка       | Дисциплина | Лични рекорд | Квалификације | Квалификације | Полуфинале            | Полуфинале            | Финале                | Финале       | Детаљи |
| Атлетичарка       | Дисциплина | Лични рекорд | Резултат      | Место         | Резултат              | Место                 | Резултат              | Место        | Детаљи |
| ----------------- | ---------- | ------------ | ------------- | ------------- | --------------------- | --------------------- | --------------------- | ------------ | ------ |
| Кинеке Александер | 400 м      | 51,48 НР     | 55,46         | 6. у гр. 3    | Није се квалификовала | Није се квалификовала | Није се квалификовала | 30 / 31 (34) |        |